# Божевільний день, або Одруження Фігаро
«Шалений день, або Одруження Фіґаро» — п'єса Бомарше, друга з трилогії про Фіґаро. Відома тим, що містить гостро сатиричну критику на старошляхетські порядки, а також тим, що надихнула Моцарта на створення опери «Весілля Фігаро» (лібрето Лоренцо да Понте). Комедія вважається одним із головних творів, які звістували Французьку революцію. Зокрема, Дантон сказав про Фіґаро, що той «вбив шляхту», а Наполеон — що в цій п'єсі «вже є Революція в дії».

## Прем'єра
Незабаром після завершення «Одруження Фігаро» Бомарше читає її в салонах, і п'єса стає дуже відомою. У першому варіанті комедії дія відбувається у Франції. Незважаючи на цензурний дозвіл, постановку п'єси заборонив король Людовик XVI. Бомарше переносить дію комедії до Іспанії. Але умовність іспанських декорацій була всім зрозуміла, і в останній момент король скасував виставу і знову заборонив п'єсу. Проте незадоволення, викликане таким рішенням, пізніше змусило Людовика XVI все-таки дозволити постановку.